# 門迪縣

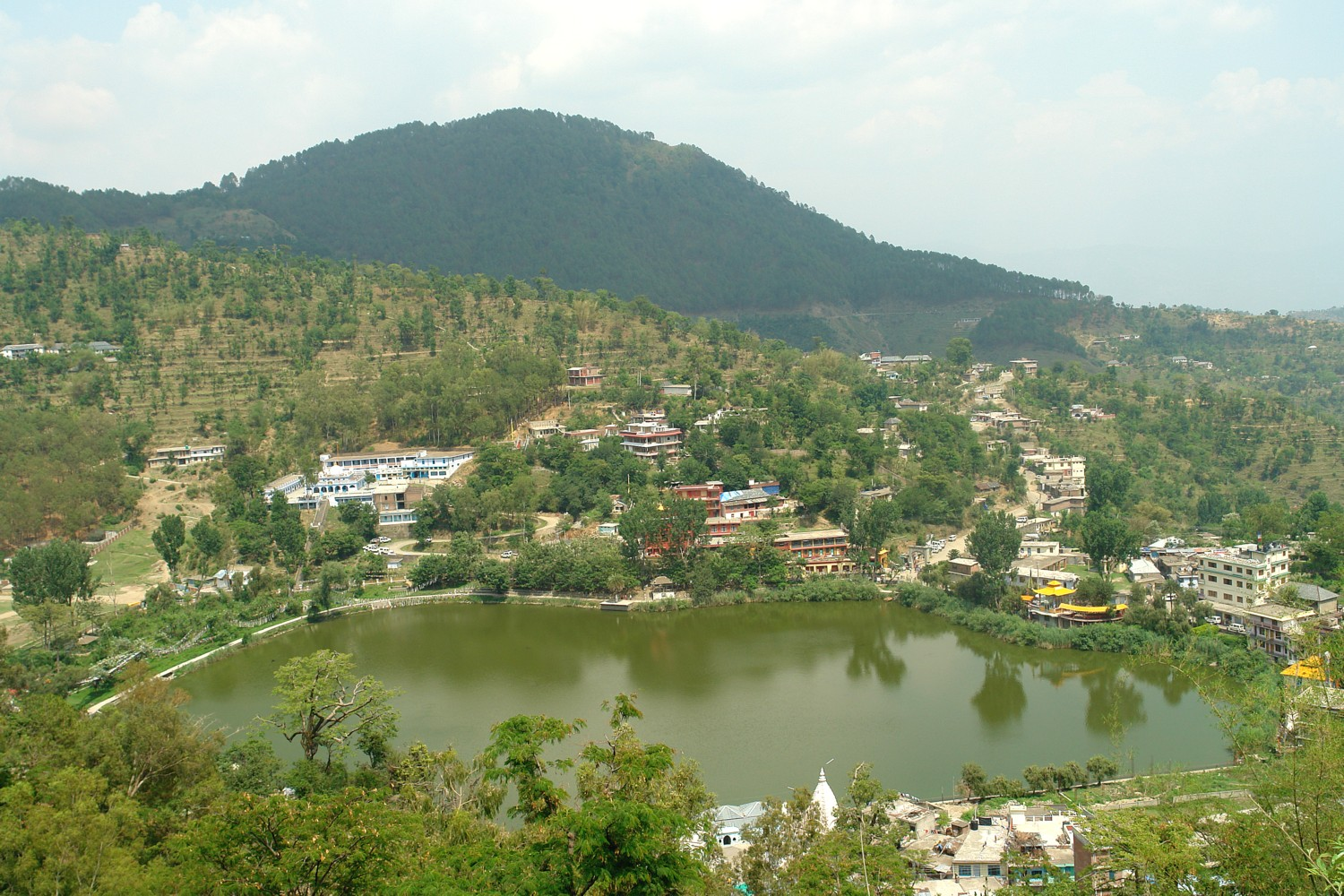

門迪縣是印度的一個縣，位於該國北部，由喜馬偕爾邦負責管轄，面積3,951平方公里，識字率為82.81%，2011年人口900,987，人口密度為每平方公里228人。

## 外部連結
- Mandi district website （页面存档备份，存于）
- DISTRICT PROFILE
- CULTURAL & TOURISM HERITAGE OF THE DISTT